# フェデリコ・フェリーニ
フェデリコ・フェリーニ（Federico Fellini, 1920年1月20日 - 1993年10月31日）は、イタリア・リミニ生まれの映画監督、脚本家。「映像の魔術師」の異名を持つ。

## 経歴

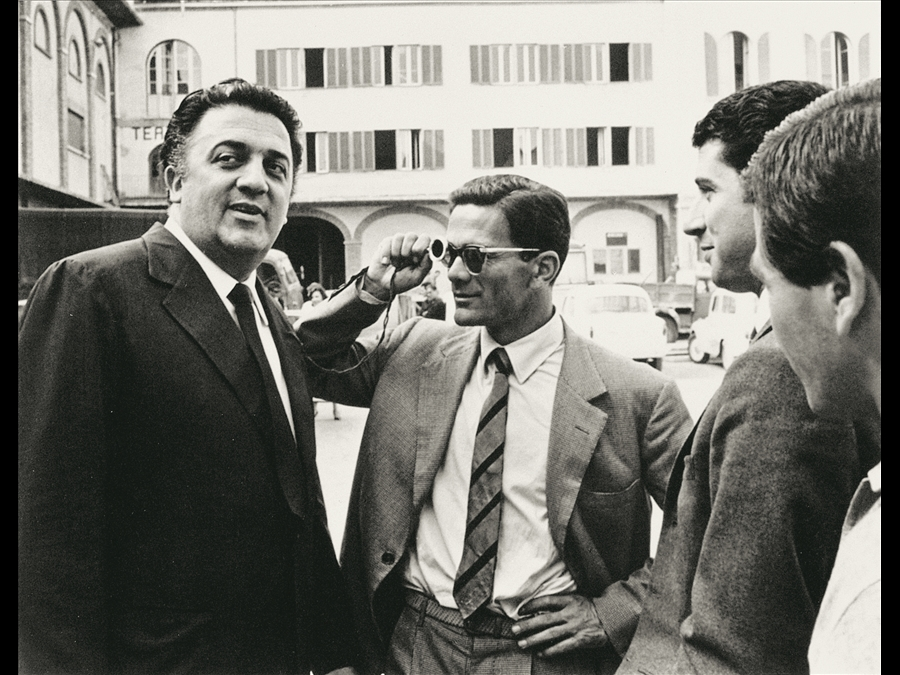
フェリーニとピエル・パオロ・パゾリーニ

1920年1月20日、イタリアのリミニで生まれた。リミニの高校在学中には古都フィレンツェの新聞に漫画のはがき投稿をしていた。高校卒業後、1939年に首都ローマの「イル・ピッコロ」紙に勤務し、やがて「マルク・アウレリオ」紙に移った。マルク・アウレリオ紙はユーモア紙であり、フェリーニはここで漫画やコラムを書き、記者として経験を積んでいった。やがて1942年になると記者の他、ラジオドラマの放送作家としての脚本の仕事が増えていった。1943年には、このラジオドラマへの出演で知り合ったジュリエッタ・マシーナと結婚している。
1944年、ローマが連合国軍の制圧下に入ると似顔絵屋を開いて生計を立てていたが、映画監督ロベルト・ロッセリーニがこの店を訪れ、映画シナリオへの協力を頼んだことが、フェリーニの映画人生の始まりとなった。この映画『無防備都市』は1945年に公開され、イタリア・ネオレアリズモ映画を世界に知らしめた記念碑的作品となり、フェリーニはロッセリーニの次回作である『戦火のかなた』でも脚本を担当した。フェリーニは1952年までラジオドラマ時代も含めると10年間、映画単独でも7年間脚本家としての仕事を続けたものの、徐々に脚本よりも映画制作に興味を示し始めた。
こうして1950年、フェリーニは『寄席の脚光』でアルベルト・ラットゥアーダとの共同監督にて監督デビューを果たした。1952年にミケランジェロ・アントニオーニ原案の『白い酋長』ではじめて単独監督を務め、この作品で音楽監督として起用されたニーノ・ロータは『オーケストラ・リハーサル』に至るまですべてのフェリーニ作品で音楽を手がけることになる。三作目となる『青春群像』（1953年）では故郷の街とそこで生きているどうしようもない青年達の姿を描いてヒットを飛ばし、ネオレアリズモの若き後継者として注目されて、ヴェネツィア国際映画祭で銀獅子賞を受賞した。続く『道』（1954年）では甘美なテーマ曲と物語の叙情性とヒューマニズムから世界的なヒット作となり、二年連続のヴェネツィア国際映画祭銀獅子賞、並びに第28回アカデミー賞でアカデミー外国語映画賞を受賞し、フェリーニの国際的な名声を確立した。その一方、イタリア国内ではネオレアリズモから逸脱した象徴主義の作品だと左派から攻撃を受け「ネオレアリズモの危機」と呼ばれた。1955年の『崖』は不評だったものの、1957年の『カビリアの夜』は再び高い評価を得た。
ネオレアリズモ的作風に変化が現れるのは『甘い生活』（1959年）からとされる。退廃的なローマ社会を描いたこの作品はフェリーニの力強い社会批判であるが、ヘリコプターで吊るされた巨大なキリスト像の冒頭シーンや、河から引き上げられた怪魚のラストシーンに顕著なように、ストーリーの随所にシンボルが配置されて独特の映像感覚が発揮される。この作品は高い評価を得て、1960年のカンヌ国際映画祭でパルム・ドールを受賞したものの、カトリック教会などから退廃的だという強い批判を浴び、いくつかの国では上映中止に追い込まれた。『甘い生活』で使用された手法は『8 1/2』（1963年）で極度に推し進められ、「映画が撮れなくなった映画監督」の話を借りてフェリーニの内面が赤裸々かつ高度なシンボル的映像表現で綴られることになる。
その後もチネチッタ・スタジオに巨大なセットを組み、『サテリコン』（1968年）、『フェリーニのローマ』（1972年）、『フェリーニのアマルコルド』（1973年）、『カサノバ』（1976年）、『オーケストラ・リハーサル』（1979年）、『女の都』（1980年）、『そして船は行く』（1983年）など、重層的で夢幻の広がりを与える手法を駆使した作品群を立て続けに監督。いつしか世界の映画製作人から「スタジオの魔術師」と呼ばれることになる。
『道』、『カビリアの夜』、『8 1/2』、『フェリーニのアマルコルド』で4度のアカデミー外国語映画賞を、そして1992年度のアカデミー名誉賞（第65回）を受賞した。
1993年に脳内出血で倒れ、同年10月31日、心臓発作で死去。73歳。その葬儀はローマのサンタ・マリア・デッリ・アンジェリ教会(it）にて国葬として執り行われたほか、チネチッタと故郷の町・リミニでも葬儀が行われ、リミニの墓地に埋葬された。
妻のジュリエッタ・マシーナは、フェリーニの『道』、『カビリアの夜』、『魂のジュリエッタ』、『ジンジャーとフレッド』などに主演して、金婚式を迎えた同じ年にフェリーニが息を引き取るまで寄り添い、夫の死から5か月後に亡くなった。

## 作品の評価

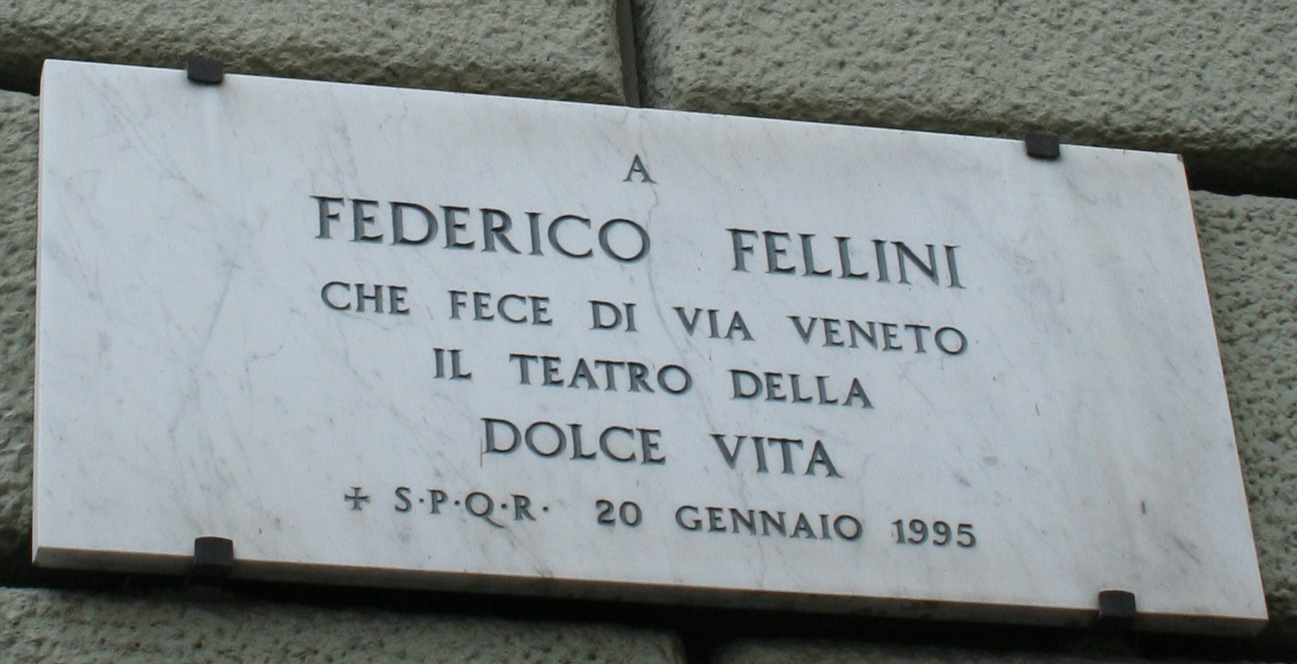
『甘い生活』の舞台となったヴェネト通りに掲げられたプレート

- 『フェリーニのローマ』では、ローマ外環道路の交通渋滞を巨大な屋内セットによって再現したというぐらいに、中期以降のフェリーニはスタジオ撮影にこだわった。セット撮影を排したネオレアリズモ映画を出発点としながら、巨大なセット撮影を駆使して人工美の世界を構築したという点で、やはりネオレアリズモ映画出身だったルキノ・ヴィスコンティと並び称されることも多い。だが、本物の貴族出身だったヴィスコンティの華麗な絵作りに対してフェリーニの作品にはモダンアートの明るさと庶民的な俗っぽさが満ち溢れている。こうした絵画的感覚についてはイタリア・オペラの伝統を指摘する声もある[要出典]。
- フェリーニ映画には巨乳巨尻の女性が多く出てきて「フェリーニ的」画面を構成する。猥雑な女たちの娼館や道化師のサーカスはフェリーニのお得意素材である。
- フェリーニは黒澤明、ベルイマンと並ぶ世界三大映画監督と呼ばれている[要出典]。
- フェリーニの映画はアカデミー外国語映画賞（現在の国際長編映画賞）を四回受賞しており、これは映画監督の中で最多である[22]。
- フェリーニの映画はスタンリー・キューブリック、アンドレイ・タルコフスキー、マーティン・スコセッシ、ウッディ・アレン、ミケランジェロ・アントニオーニ、イングマール・ベルイマン、ロマン・ポランスキーなどの巨匠監督達に影響を与えており、映画史における最も偉大で影響力のある映画製作者の一人である。寺山修司や松本俊夫などのアングラ映画監督にも影響を与えた。
- ペシミストとしても語られはするが、基本にあるのは生きていく意志である。『8 1/2』のラストシーンでの有名な台詞「人生は祭りだ。共に生きよう」はそれを端的に言い表している。それは『道』の中で悲惨な境遇にあるヒロインに向かって語られた「どんな物でも何かの役に立っている。この石ころだって」という台詞から一貫したフェリーニのヒューマニズムでもある。

## フィルモグラフィー

### 監督作品
※すべての監督作品で脚本を兼任。

長編映画

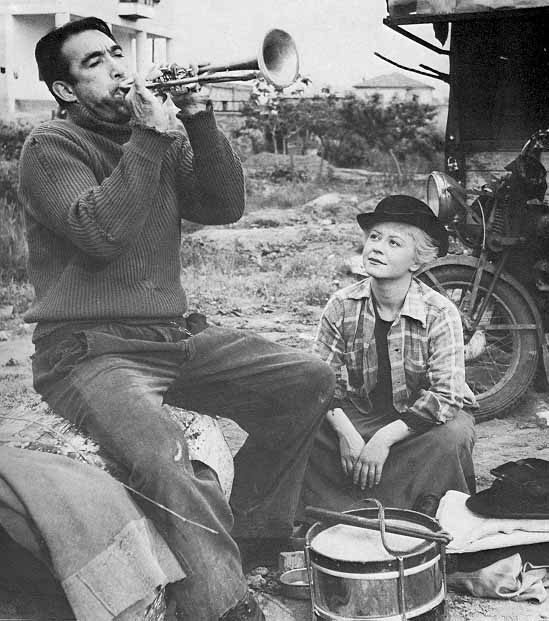
『道』（1954年）

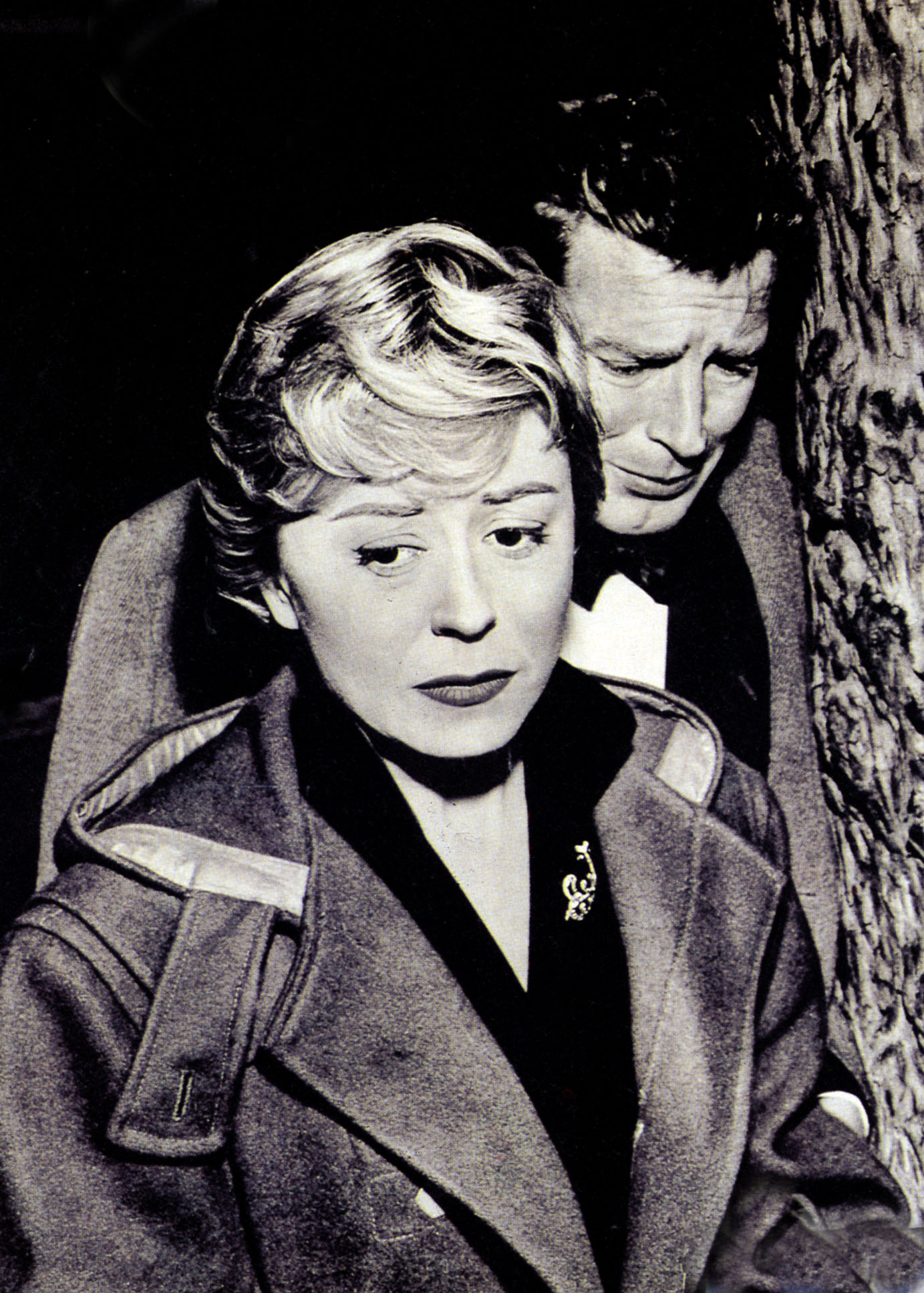
『崖』（1955年）

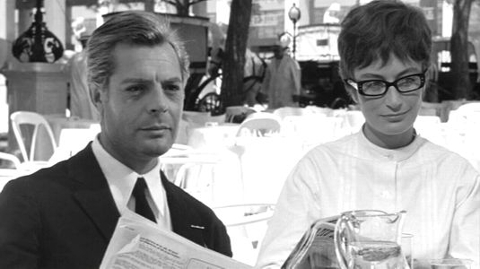
『8 1/2』（1963年）

- 寄席の脚光 Luci del varieta（1950年） - 製作も
- 白い酋長 Lo sceicco bianco（1952年）[13]
- 青春群像 I Vitelloni（1953年)
- 道 La Strada（1954年）
- 崖 Il bidone|Il Bidone（1955年）
- カビリアの夜 Le Notti di Cabiria（1957年）
- 甘い生活 La Dolce Vita（1960年）
- 8 1/2 Otto e mezzo（1963年）
- 魂のジュリエッタ Giulietta degli spiriti（1965年）
- サテリコン Fellini-Satyricon（1968年）
- フェリーニの道化師 I Clown（1970年） - 出演も
- フェリーニのローマ Roma（1972年） - 出演も
- フェリーニのアマルコルド Amarcord（1973年）
- カサノバ Il Casanova di Federico Fellini（1976年） - 美術も
- オーケストラ・リハーサル Prova d'orchestra（1979年）
- 女の都 La Citta delle donne（1980年）
- そして船は行く E la nave va（1983年）
- ジンジャーとフレッド Ginger e Fred（1985年）
- インテルビスタ Intervista（1987年） - 出演も
- ボイス・オブ・ムーン La Voce della luna（1990年）

オムニバス映画
- 結婚相談所 Un Agenzia matrimoniale（1953年） - 『巷の恋』の第4話
- アントニオ博士の誘惑 Le tentazioni del dottor Antonio（1962年） - 『ボッカチオ'70』の第2話
- 悪魔の首飾り Toby Dammit（1967年） - 『世にも怪奇な物語』の第3話

### そのほかの作品
- 無防備都市 Roma, città aperta（1945年、ロベルト・ロッセリーニ監督） - 脚本
- 戦火のかなた Paisa（1946年、ロベルト・ロッセリーニ監督） - 脚本
- アモーレ L'Amore（1948年、ロベルト・ロッセリーニ監督） - 脚本・出演
- ポー河の水車小屋 Il mulino del Po（1949年、アルベルト・ラットゥアーダ監督） - 脚本
- 越境者 Il cammino della speranza（1950年、ピエトロ・ジェルミ監督） - 脚本
- 神の道化師、フランチェスコ Francesco, Giullare di Dio（1950年、ロベルト・ロッセリーニ監督） - 脚本
- 街は自衛する La città si difende（1951年、ピエトロ・ジェルミ監督） - 脚本
- ヨーロッパ一九五一年 Europa '51（1952年、ロベルト・ロッセリーニ監督） - 脚本
- あんなに愛しあったのに C'eravamo tanto amati（1974年、エットーレ・スコラ監督） - 出演

## 受賞歴
| 賞                                   | 年     | 部門                                 | 作品                         | 結果       |
| ------------------------------------ | ------ | ------------------------------------ | ---------------------------- | ---------- |
| アカデミー賞                         | 1946年 | 脚色賞                               | 『無防備都市』               | ノミネート |
| アカデミー賞                         | 1949年 | 脚本賞                               | 『戦火のかなた』             | ノミネート |
| アカデミー賞                         | 1956年 | 脚本賞                               | 『道』                       | ノミネート |
| アカデミー賞                         | 1956年 | 外国語映画賞                         | 『道』                       | 受賞       |
| アカデミー賞                         | 1957年 | 脚本賞                               | 『青春群像』                 | ノミネート |
| アカデミー賞                         | 1957年 | 外国語映画賞                         | 『カビリアの夜』             | 受賞       |
| アカデミー賞                         | 1961年 | 監督賞                               | 『甘い生活』                 | ノミネート |
| アカデミー賞                         | 1961年 | 脚本賞                               | 『甘い生活』                 | ノミネート |
| アカデミー賞                         | 1963年 | 監督賞                               | 『8 1/2』                    | ノミネート |
| アカデミー賞                         | 1963年 | 脚本賞                               | 『8 1/2』                    | ノミネート |
| アカデミー賞                         | 1963年 | 外国語映画賞                         | 『8 1/2』                    | 受賞       |
| アカデミー賞                         | 1970年 | 監督賞                               | 『サテリコン』               | ノミネート |
| アカデミー賞                         | 1975年 | 監督賞                               | 『フェリーニのアマルコルド』 | ノミネート |
| アカデミー賞                         | 1975年 | 脚本賞                               | 『フェリーニのアマルコルド』 | ノミネート |
| アカデミー賞                         | 1975年 | 外国語映画賞                         | 『フェリーニのアマルコルド』 | 受賞       |
| アカデミー賞                         | 1976年 | 脚色賞                               | 『カサノバ』                 | ノミネート |
| アカデミー賞                         | 1992年 | 名誉賞                               | -                            | 受賞       |
| ヴェネツィア国際映画祭               | 1953年 | 銀獅子賞                             | 『青春群像』                 | 受賞       |
| ヴェネツィア国際映画祭               | 1954年 | 銀獅子賞                             | 『道』                       | 受賞       |
| ヴェネツィア国際映画祭               | 1985年 | 栄誉金獅子賞                         | -                            | 受賞       |
| ナストロ・ダルジェント賞             | 1954年 | 最優秀作品監督賞                     | 『青春群像』                 | 受賞       |
| ナストロ・ダルジェント賞             | 1955年 | 最優秀作品監督賞                     | 『道』                       | 受賞       |
| ナストロ・ダルジェント賞             | 1958年 | 最優秀作品監督賞                     | 『カビリアの夜』             | 受賞       |
| ナストロ・ダルジェント賞             | 1961年 | 最優秀作品監督賞                     | 『甘い生活』                 | ノミネート |
| ナストロ・ダルジェント賞             | 1961年 | 脚本賞                               | 『甘い生活』                 | 受賞       |
| ナストロ・ダルジェント賞             | 1964年 | 最優秀作品監督賞                     | 『8 1/2』                    | 受賞       |
| ナストロ・ダルジェント賞             | 1964年 | 脚本賞                               | 『8 1/2』                    | 受賞       |
| ナストロ・ダルジェント賞             | 1966年 | 最優秀作品監督賞                     | 『魂のジュリエッタ』         | ノミネート |
| ナストロ・ダルジェント賞             | 1970年 | 最優秀作品監督賞                     | 『サテリコン』               | ノミネート |
| ナストロ・ダルジェント賞             | 1974年 | 最優秀作品監督賞                     | 『フェリーニのアマルコルド』 | 受賞       |
| ナストロ・ダルジェント賞             | 1974年 | 脚本賞                               | 『フェリーニのアマルコルド』 | 受賞       |
| ナストロ・ダルジェント賞             | 1980年 | 最優秀作品監督賞                     | 『女の都』                   | 受賞       |
| ナストロ・ダルジェント賞             | 1984年 | 最優秀作品監督賞                     | 『そして船は行く』           | 受賞       |
| ナストロ・ダルジェント賞             | 1986年 | 最優秀作品監督賞                     | 『ジンジャーとフレッド』     | ノミネート |
| ナストロ・ダルジェント賞             | 1988年 | 最優秀作品監督賞                     | 『インテルビスタ』           | ノミネート |
| 英国アカデミー賞                     | 1955年 | 総合作品賞                           | 『道』                       | ノミネート |
| 英国アカデミー賞                     | 1958年 | 総合作品賞                           | 『カビリアの夜』             | ノミネート |
| 英国アカデミー賞                     | 1960年 | 総合作品賞                           | 『甘い生活』                 | ノミネート |
| 英国アカデミー賞                     | 1963年 | 総合作品賞                           | 『8 1/2』                    | ノミネート |
| 英国アカデミー賞                     | 1978年 | 美術賞                               | 『カサノバ』                 | 受賞       |
| 英国アカデミー賞                     | 1986年 | 外国語作品賞                         | 『ジンジャーとフレッド』     | ノミネート |
| 英国アカデミー賞                     | 1986年 | フェローシップ賞                     | -                            | 受賞       |
| ニューヨーク映画批評家協会賞         | 1956年 | 外国語映画賞                         | 『道』                       | 受賞       |
| ニューヨーク映画批評家協会賞         | 1961年 | 外国語映画賞                         | 『甘い生活』                 | 受賞       |
| ニューヨーク映画批評家協会賞         | 1963年 | 外国語映画賞                         | 『8 1/2』                    | 受賞       |
| ニューヨーク映画批評家協会賞         | 1965年 | 外国語映画賞                         | 『魂のジュリエッタ』         | 受賞       |
| ニューヨーク映画批評家協会賞         | 1970年 | 監督賞                               | 『サテリコン』               | 次点       |
| ニューヨーク映画批評家協会賞         | 1974年 | 作品賞                               | 『フェリーニのアマルコルド』 | 受賞       |
| ニューヨーク映画批評家協会賞         | 1974年 | 監督賞                               | 『フェリーニのアマルコルド』 | 受賞       |
| ボディル賞                           | 1956年 | 非アメリカ映画賞                     | 『道』                       | 受賞       |
| ボディル賞                           | 1964年 | 非アメリカ映画賞                     | 『8 1/2』                    | 受賞       |
| ボディル賞                           | 1975年 | 非アメリカ映画賞                     | 『フェリーニのアマルコルド』 | 受賞       |
| カンヌ国際映画祭                     | 1957年 | 国際カトリック映画事務局賞（特別賞） | 『カビリアの夜』             | 受賞       |
| カンヌ国際映画祭                     | 1960年 | パルム・ドール                       | 『甘い生活』                 | 受賞       |
| カンヌ国際映画祭                     | 1987年 | 40周年記念賞                         | 『インテルビスタ』           | 受賞       |
| ダヴィッド・ディ・ドナテッロ賞       | 1957年 | 監督賞                               | 『カビリアの夜』             | 受賞       |
| ダヴィッド・ディ・ドナテッロ賞       | 1960年 | 監督賞                               | 『甘い生活』                 | 受賞       |
| ダヴィッド・ディ・ドナテッロ賞       | 1974年 | 作品賞                               | 『フェリーニのアマルコルド』 | 受賞       |
| ダヴィッド・ディ・ドナテッロ賞       | 1974年 | 監督賞                               | 『フェリーニのアマルコルド』 | 受賞       |
| ダヴィッド・ディ・ドナテッロ賞       | 1984年 | 作品賞                               | 『そして船は行く』           | 受賞       |
| ダヴィッド・ディ・ドナテッロ賞       | 1984年 | 監督賞                               | 『そして船は行く』           | ノミネート |
| ダヴィッド・ディ・ドナテッロ賞       | 1984年 | 脚本賞                               | 『そして船は行く』           | 受賞       |
| ダヴィッド・ディ・ドナテッロ賞       | 1984年 | ルキノ・ヴィスコンティ賞             | -                            | 受賞       |
| ダヴィッド・ディ・ドナテッロ賞       | 1986年 | 作品賞                               | 『ジンジャーとフレッド』     | ノミネート |
| ダヴィッド・ディ・ドナテッロ賞       | 1986年 | 監督賞                               | 『ジンジャーとフレッド』     | ノミネート |
| ダヴィッド・ディ・ドナテッロ賞       | 1986年 | 脚本賞                               | 『ジンジャーとフレッド』     | ノミネート |
| ダヴィッド・ディ・ドナテッロ賞       | 1986年 | ルネ・クレール賞                     | -                            | 受賞       |
| ダヴィッド・ディ・ドナテッロ賞       | 1986年 | Medaglia d'oro del Comune di Roma    | -                            | 受賞       |
| ダヴィッド・ディ・ドナテッロ賞       | 1988年 | 作品賞                               | 『インテルビスタ』           | ノミネート |
| ダヴィッド・ディ・ドナテッロ賞       | 1988年 | 監督賞                               | 『インテルビスタ』           | ノミネート |
| ダヴィッド・ディ・ドナテッロ賞       | 1990年 | 作品賞                               | 『ボイス・オブ・ムーン』     | ノミネート |
| ダヴィッド・ディ・ドナテッロ賞       | 1990年 | 監督賞                               | 『ボイス・オブ・ムーン』     | ノミネート |
| キネマ旬報ベスト・テン               | 1957年 | 外国映画ベスト・テン                 | 『道』                       | 1位        |
| キネマ旬報ベスト・テン               | 1957年 | 外国映画監督賞                       | 『道』                       | 受賞       |
| キネマ旬報ベスト・テン               | 1965年 | 外国映画ベスト・テン                 | 『8 1/2』                    | 1位        |
| キネマ旬報ベスト・テン               | 1965年 | 外国映画監督賞                       | 『8 1/2』                    | 受賞       |
| キネマ旬報ベスト・テン               | 1974年 | 外国映画ベスト・テン                 | 『フェリーニのアマルコルド』 | 1位        |
| キネマ旬報ベスト・テン               | 1974年 | 外国映画監督賞                       | 『フェリーニのアマルコルド』 | 受賞       |
| ブルーリボン賞                       | 1957年 | 外国作品賞                           | 『道』                       | 受賞       |
| ナショナル・ボード・オブ・レビュー賞 | 1960年 | 外国語映画賞                         | 『甘い生活』                 | 受賞       |
| ナショナル・ボード・オブ・レビュー賞 | 1963年 | 外国語映画賞                         | 『8 1/2』                    | 受賞       |
| ナショナル・ボード・オブ・レビュー賞 | 1965年 | 外国語映画賞                         | 『魂のジュリエッタ』         | 受賞       |
| ナショナル・ボード・オブ・レビュー賞 | 1970年 | 外国語映画賞                         | 『フェリーニのアマルコルド』 | 受賞       |
| 全米監督協会賞                       | 1963年 | 長編映画監督賞                       | 『8 1/2』                    | ノミネート |
| 全米監督協会賞                       | 1986年 | Golden Jubilee Special Award         | -                            | 受賞       |
| モスクワ国際映画祭                   | 1963年 | グランプリ                           | 『8 1/2』                    | 受賞       |
| モスクワ国際映画祭                   | 1987年 | 金賞                                 | 『インテルビスタ』           | 受賞       |
| ゴールデングローブ賞                 | 1965年 | 外国語映画賞                         | 『魂のジュリエッタ』         | 受賞       |
| ゴールデングローブ賞                 | 1969年 | 外国語映画賞                         | 『サテリコン』               | ノミネート |
| ゴールデングローブ賞                 | 1972年 | 外国語映画賞                         | 『フェリーニのローマ』       | ノミネート |
| ゴールデングローブ賞                 | 1974年 | 外国語映画賞                         | 『フェリーニのアマルコルド』 | ノミネート |
| ゴールデングローブ賞                 | 1986年 | 外国語映画賞                         | 『ジンジャーとフレッド』     | ノミネート |
| カンザスシティ映画批評家協会賞       | 1967年 | 監督賞                               | 『魂のジュリエッタ』         | 受賞       |
| フランス映画批評家協会賞             | 1972年 | 外国語映画賞                         | 『フェリーニのローマ』       | 受賞       |
| フランス映画批評家協会賞             | 1974年 | 外国語映画賞                         | 『フェリーニのアマルコルド』 | 受賞       |
| フランス映画批評家協会賞             | 1979年 | 外国語映画賞                         | 『オーケストラ・リハーサル』 | 受賞       |
| イタリア・ゴールデングローブ賞       | 1975年 | 作品賞                               | 『フェリーニのアマルコルド』 | 受賞       |
| イタリア・ゴールデングローブ賞       | 1984年 | 作品賞                               | 『そして船は行く』           | 受賞       |
| イタリア・ゴールデングローブ賞       | 1986年 | 作品賞                               | 『ジンジャーとフレッド』     | 受賞       |
| イタリア・ゴールデングローブ賞       | 1988年 | 作品賞                               | 『インテルビスタ』           | 受賞       |
| リンカーン・センター映画協会         | 1985年 | Chaplin Award Gala                   | -                            | 受賞       |
| セザール賞                           | 1988年 | 外国映画賞                           | 『インテルビスタ』           | ノミネート |
| ヨーロッパ映画賞                     | 1989年 | 生涯功労賞                           | -                            | 受賞       |

### その他の賞・栄典
- 1964年 イタリア共和国功労勲章 グランデ・ウッフィチャーレ（grande ufficiale）
- 1987年 イタリア共和国功労勲章 カヴァリエーレ・ディ・グラン・クローチェ（cavaliere di gran croce）
- 1990年 高松宮殿下記念世界文化賞（演劇・映像部門）[26]

## 著書（日本語訳）
- 『アマルコルド』トニーノ・グエーラ共著（千種堅訳、早川書房、1974年）
- 『私は映画だ 夢と回想』アンナ・ケール、クリスティアン・シュトリッヒ編（岩本憲児訳、フィルムアート社、1978年、新版1995年） ISBN 4845978237
- 『フェリーニ、映画を語る』聞き手ジョヴァンニ・グラッツィーニ（竹山博英訳、筑摩書房、1985年）ISBN 4480870792 - 最後のロングインタビュー
- 『フェデリコ・フェリーニ作品イメージ画集』（藤井ラウラ訳、TOKYOFM出版、1993年）ISBN 4924880124 - 大部なイメージ画集
- 『魂のジュリエッタ』（柱本元彦訳、青土社、1994年）ISBN 4791753569
- 『映画監督という仕事』リータ・チリオ共著（竹山博英訳、「リュミエール叢書24」筑摩書房、1996年）ISBN 448087304X
- 『フェリーニ・オン・フェリーニ』コスタンツォ・コスタンティーニ編（中条省平・中条志穂訳、キネマ旬報社、1997年）ISBN 4873762138

### 関連文献
- トゥッリオ・ケジチ『フェリーニ 映画と人生』押場靖志訳（白水社、2010年6月） - 親友による「公認」の評伝
- ベニート･メルリーノ『フェリーニ 世界の傑物 〈ガリマール新評伝シリーズ〉』山口俊洋訳（祥伝社、2010年9月）
- ジョン・バクスター『フェリーニ』 椋田直子訳（平凡社〈20世紀メモリアル〉、1996年）
- 『フェリーニを読む 世界は豊饒な少年の記憶に充ちている』岩本憲児編（「ブック・シネマテーク」フィルムアート社、1994年）
- 『ユリイカ 詩と批評 特集フェリーニの世界』、1994年9月号（青土社）
- 『スタジオボイスVol.237 特集フェリーニ主義』、1995年9月号（インファ）
- 『フェリーニの宇宙 ＜シネアルバム＞』 根岸邦明・柳沢一博編（芳賀書店、1985年）

## その他
生地・リミニ市にあるリミニ空港は、彼を記念してフェデリコ・フェリーニ空港（伊: Aeroporto Federico Fellini）との別称がつけられている。また、5150番の小惑星フェリーニは彼の名にちなんで命名された。なお、10584番の小惑星も同じくフェリーニという名がつけられているが、これは同姓同名の天体物理学者であるフェデリコ・フェリーニから命名されたものであり、彼の名とは関係がない。